# 日本関税協会
公益財団法人日本関税協会（にほんかんぜいきょうかい）は、公益財団法人。以前は財務省所管の財団法人だったが、公益法人制度改革に伴い、2011年4月1日に公益財団法人に移行。

## 概要
- 所在：東京都千代田区神田駿河台3-4-2　日専連朝日生命ビル6階
- 会長：渡辺裕泰
- 設立：1949年（昭和24年）10月

## 事業
- 関税制度の税関行政の運営に寄与